# Exsickator

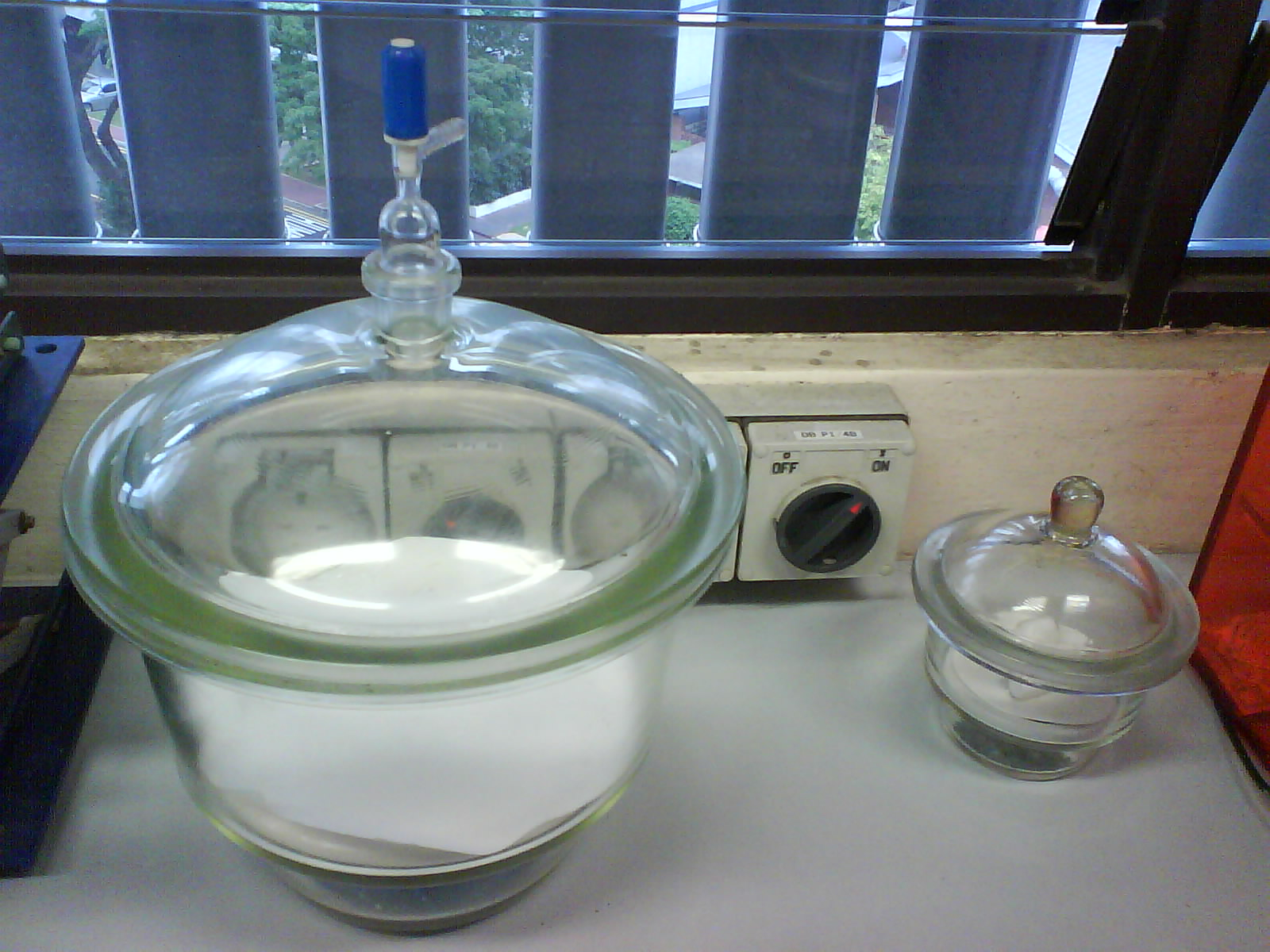
En exsickator (till höger) och en vakuumexsickator (till vänster) – observera anslutningen för vakuum överst. Den blå kiselgelen underst används som torkmedel.

En exsickator, eller desickator, är en sluten glasbehållare med torkmedel som används för att förvara fuktkänsliga ämnen. En vanlig användning är för förvaring av hygroskopiska ämnen eller ämnen som reagerar med vatten. Andra användningar är för att ta bort de sista spåren av fuktighet från substanser eller för att skydda material som tas ut från kyl eller frys från kondens av luftfuktighet.
Innehållet i exsickatorer utsätts för luftfuktigheten så snart den öppnas. Det tar också en viss tid att uppnå frihet från luftfuktighet sedan exsickatorn har stängts. De är därför inte lämpliga för förvaring av ämnen som reagerar häftigt och snabbt med luftfuktigheten, så som alkalimetaller. I sådana fall kan andra lösningar för att skydda mot fuktighet vara bättre, till exempel förvaring i vattenfria lösningsmedel.

## Användning
För laboratoriebruk används oftast runda exsickatorer gjorda av tjockt glas. Över torkmedlet i botten av exsickatorn, oftast kiselgel, placeras oftast en platta med hål på vilken föremålen kan placeras. På en vakuumexsickator finns en anslutning för vakuum i mitten av locket som kan stängas med en kran. Innan exsickatorn stängs fettar man in kanten till locket med vakuumfett. Innan man lägger vakuum på exsickatorn kan det vara lämpligt att linda den med isoleringsband för att undvika skada om den skulle implodera.